# OLAP
OLAP és l'acrònim en anglès de processament analític en línia (online analytical processing). És una solució que subministra respostes ràpides de consultes a una base de dades. Es fa servir en informes de qualsevol àrea de l'empresa: vendes, màrketing, compres, direcció, etc.
La raó de fer servir OLAP per a les consultes és la velocitat de resposta. Una base de dades relacional emmagatzema entitats en taules discretes si han estat normalitzades. Aquesta estructura és bona en un sistema OLTP (online transaction processing) però per consultes complexes multitaula és relativament lenta. Un model millor per a cerques, encara que pitjor des del punt de vista operatiu, és una base de dades multidimensional.
La principal característica que potencia l'OLAP, és que és el més ràpid a l'hora de fer seleccions, en contraposició amb OLTP que és la millor opció per a inserir, actualitzar i esborrar dades.
Existeixen algunes classificacions d'OLAP:
- ROLAP és un OLAP creat sobre una base de dades relacional
- MOLAP és un OLAP creat sobre una base de dades multidimensional
- HOLAP (Hybrid OLAP) S'utilitzen les parts fortes que ofereix ROLAP, i també les que ofereix MOLAP.